# 美容
美容指為了追求「美」而對於身體所進行的物理性之修繕巧飾之行為，通常指容貌上的。
美容有三個定義：
1. 其一是專指對容貌（面貌）的美化工作。
2. 其二泛指所有令容貌及身體更美的行為。
3. 其三被泛用到交通、建筑、市政等等方面。如汽車美容。

本條目指第一及第二項。

## 歷史
我們現在每天出門前必做的事情——洗臉，是文字記載的最早的美容行為。以中國為例，亦有不少文獻透露出古人對審美的價值觀與追求方式，如《詩經》云：「素以為絢兮」，素者，白也；然而並不是每個女人都能天生麗質地擁有白皙膚色，於是人們開始用米製作成一種可以增白的粉敷面，在夏商時期，經過進一步改良，敷面的材料換成了鉛，原來含有重金屬的化妝品古亦有之。此外，宋玉在《登徒子好色賦》中描繪鄰家女：「著粉則太白，施朱則太赤」，提出了白裡透紅的和諧美的標準。白色、紅色完美結合的描述還有《漢孝惠皇后外傳》：「不傅脂粉而顏色如朝霞映雪」，紅色的朝霞映照在白雪上，單是意境，足以美得令人心醉。於是，胭脂就這樣大搖大擺地登上了歷史舞台，到春秋戰國時期又出現面脂、唇脂、髮蠟。
除了外部的美容行為，文史資料表明，西周時對損美性皮膚病就有了內治法，戰國時《山海經》記載了一些美容的藥物可以治療痤瘡、狐臭、疣等。

## 方式
主要分為侵入式與非侵入式。

### 非侵入式美容
包括但不限於：
- 蒸面
- 深層潔面（Exfoliation），又稱去角質。
- 保濕修護：敷面膜、塗抹具保濕修護成份的保養品，相關成份常見如玻尿酸。
- 剃毛
- 有機皮膚護理
- 化妝
- 美髮、護髮
- 塑身

廣義的非侵入式方法還包括按摩或SPA療程，如：
- 香薰按摩
- 面部拉提
- 推拿
- 足部按摩
- 通淋巴
- 豐胸按摩
- 桑拿

### 侵入式美容
包括但不限於：
- 果酸換膚：利用A酸、杏仁酸、杜鵑花酸...等果酸類成份，達到去除粉刺、痘痘與美白的效果。
- 脫毛：比起剃毛較為持久。
- 整形
- 微整形

## 醫療美容
隨著醫學及科技發展，加上侵入式美容往往比非侵入式美容更快速見效，現代產生了美容醫學、醫療美容（簡稱：醫美）行為，並衍生出相關產業。依據中華民國衛生福利部說明，「醫療性美容」是指透過手術、藥物或物理等侵入性手段，改變人體外部型態、色澤、美觀等，以符合當事人主觀上對美的定義。

### 發展
緣起於整形手術的醫療美容，如今在許多國家都非常普遍。依據國際美容整形外科協會 （页面存档备份，存于）( ISAPS ) 提出的報告指出，2015年全球實施的醫療美容手術就比前年增加了 100 多萬宗。
| 術式       | 2015年    | 2014年    | 成長百分比 |
| ---------- | --------- | --------- | ---------- |
| 隆胸       | 1,488,992 | 1,348,197 | 10.4%      |
| 抽脂       | 1,394,588 | 1,372,901 | 1.6%       |
| 眼瞼整容   | 1,264,702 | 1,427,451 | -11.4%     |
| 微腹部整形 | 758,590   | 682,568   | 11.1%      |

| 術式           | 2015年    | 2014年    | 成長百分比 |
| -------------- | --------- | --------- | ---------- |
| 肉毒桿菌素注射 | 4,627,752 | 4,830,911 | -4.2%      |
| 玻尿酸注射     | 2,865,086 | 2,690,633 | 6.5%       |
| 脫毛           | 1,099,053 | 1,277,581 | -14%       |
| 光子嫩膚(雷射) | 568,672   | -         | -          |
| 非手術減肥     | 425,315   | -         | -          |

在亞洲，日本、韓國和泰國一直被認為是醫療美容產業特別發達的國家，如今中國醫美市場已躍居全球第三，僅次於美國和巴西。